# Francesc Maria de Mèdici

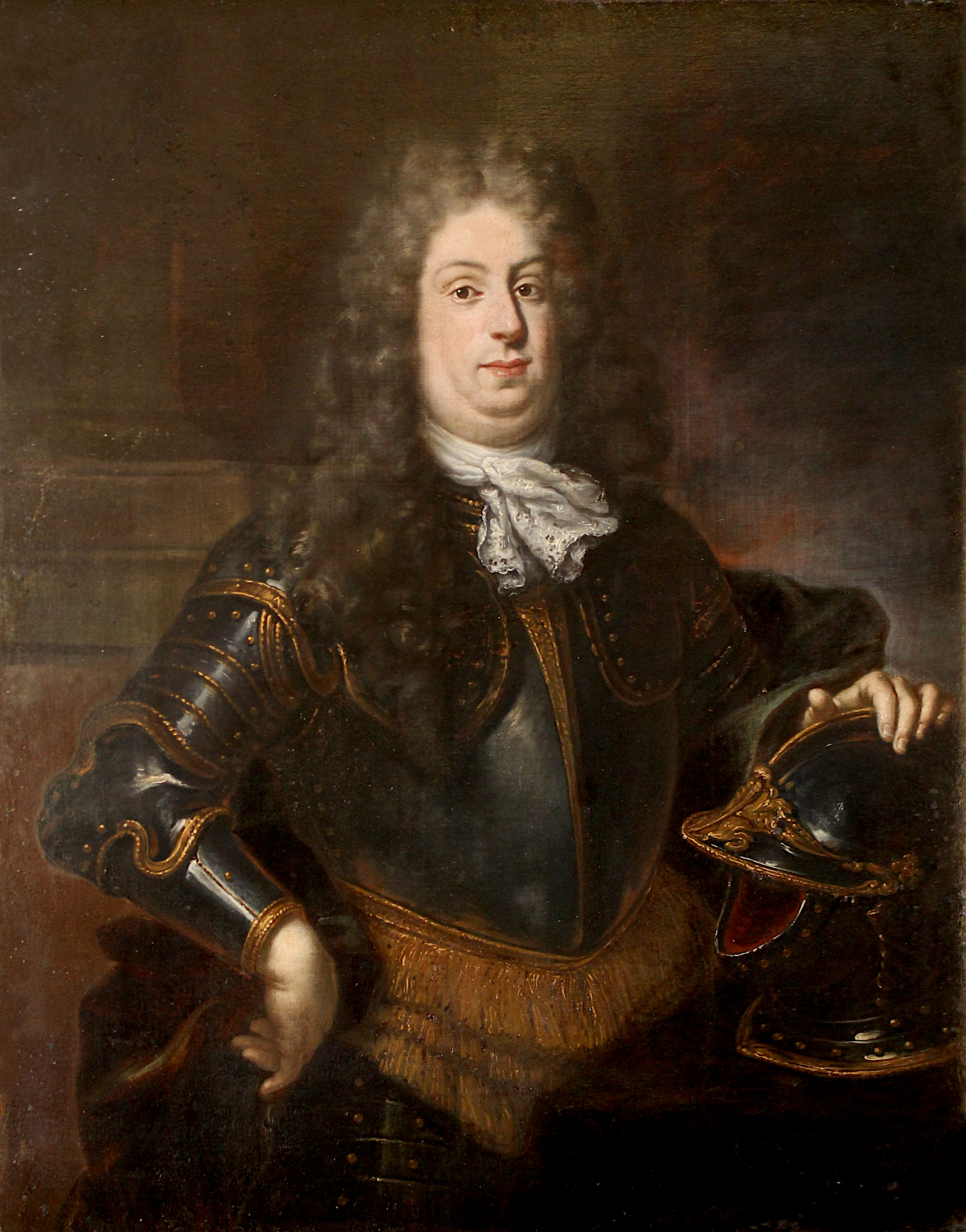
Retrat del cardenal Francesc Maria el 1709, any del seu matrimoni.

Francesc Maria de Mèdici (en italià: Francesco Maria de' Medici) (Florència, Gran Ducat de Toscana 1660 - Bagno a Ripoli 1711) fou un príncep de la Toscana i cardenal de l'Església Catòlica de la família Mèdici.

## Orígens familiars
Va néixer el 12 de novembre de 1660 a la ciutat de Florència sent el segon fill del Gran Duc Ferran II de Mèdici i Victòria della Rovere. Fou net per línia paterna de Cosme II de Mèdici i Maria Magdalena d'Àustria, i per línia materna de Frederic Ubald della Rovere i Clàudia de Mèdici.
Fou germà del Gran Duc Cosme III de Mèdici.

## Vida religiosa
Nascut amb 18 anys de diferència amb el seu germà Cosme III, de ben petit patí la separació dels seus pares després que la gran duquessa descobrís al seu marit mantenint relacions extramatrimonials.
L'any 1683 fou nomenat governador de Siena, càrrec que va ostentar fins a la mort, i el 1686 va ser nomenat cardenal pel papa Innocenci XI, exercint una gran influència en els conclaves de 1689 i 1700. No obstant això, la seva temptatives per a obtenir noves prebendes i honors provocà la seva caiguda en el si de la cúria romana. Francesc Maria no va viure a Roma sinó que s'establí a Villa di Lappeggi, prop de Florència, residència que va fer reestructurar i que es va convertir en la seu de la seva personalíssima cort.

## Núpcies
El 1709 el cardenal, en pèssimes condicions físiques a causa dels seus excessos de tota classe als quals s'havia dedicat, va ser obligat contra la seva voluntat pel seu germà Cosme III de Mèdici a un tragicòmic matrimoni per a salvar la dinastia: obtinguda la dispensa papal de l'hàbit cardenalici el 19 de juny del mateix any, Francesc Maria es va casar el 14 de juliol de 1709 amb Elionor Lluïsa Gonzaga, filla de Vicenç Gonzaga de Guastalla. La temptativa va ser fallida tant per la inicial resistència de la princesa a consumar el matrimoni, com per les pèssimes condicions de salut del seu espòs, que posaven en dubte la seva capacitat de procrear.
Francesc Maria de Mèdici morí el 3 de febrer de 1711 a Lappeggi, situada a la població de Bagno a Ripoli.